# Sklabinský Podzámok
Sklabinský Podzámok (hongrois : Szklabinyaváralja) est un village de Slovaquie situé dans la région de Žilina.

## Histoire
La première mention écrite du village date de 1678.

## Démographie

### Évolution de la population
| Année:               | 1994. | 2004.    | 2014.   | 2024.   |
| -------------------- | ----- | -------- | ------- | ------- |
| Nombre de personnes: | 160   | 178      | 190     | 180     |
| Différence:          |       | +11,25 % | +6,74 % | -5,26 % |

| Année:               | 2023. | 2024.   |
| -------------------- | ----- | ------- |
| Nombre de personnes: | 184   | 180     |
| Différence:          |       | -2,17 % |